# Cmentarze żydowskie w Gdańsku
W Gdańsku istniały trzy cmentarze żydowskie, z których pozostały dwie nieczynne nekropolie. Większa znajduje się przy ul. Cmentarnej (opodal katolickiego cmentarza Salvator Nowy), a mniejsza przy ul. Traugutta na Królewskim Wzgórzu (w okolicach Świętej Studzienki).

## Cmentarz przy Grodzisku
Powstał w czasach krótkiego osadnictwa Żydów (lata 1709–1740) w śródmiejskim rejonie Grodziska. Dokładna lokalizacja cmentarza nie jest znana. Był czynny w latach 1710-1730 i następnie w czasach napoleońskich (od 1807 roku), kiedy chowano na nim poległych w walkach, początkowo pochowanych na przykład w przydomowych ogródkach. Cmentarz został zlikwidowany w 1840 roku podczas rozbudowy umocnień Grodziska. Szczątki zmarłych zostały ekshumowane i przeniesione na cmentarz żydowski w obecnej dzielnicy Chełm. 

## Cmentarz na Chełmie
Zabytkowy (nr rej. 904 z 3 października 1984) cmentarz żydowski (Jüdischer Friedhof) na tzw. Żydowskiej Górce w Chełmie (przed 1945 rokiem noszącym nazwę Stolzenberg) został założony w paśmie wzgórz morenowych najpóźniej w drugiej połowie XVI wieku. Pierwsza historyczna wzmianka o nim pochodzi z 1694 roku. Chełm był ówcześnie samodzielną wsią, a od 1773 roku oddzielnym miastem. W 1814 roku Chełm został przyłączony do Gdańska. Jest to najstarsza i największa żydowska nekropolia na Pomorzu oraz jedno z najstarszych miejsc pochówku Żydów w tej części Europy. Należała do Chewra Kadisza (Bractwa Pogrzebowego) gminy wyznaniowej Stare Szkoty. Od połowy XIX wieku była główną nekropolią gdańskich Żydów. Stele nagrobne (macewy) były zwrócone na wschód, w kierunku Jerozolimy i ustawione pionowo.
Cmentarz przetrwał w dobrym stanie II wojnę światową i został zamknięty w 1956 roku. W kolejnych dziesięcioleciach uległ znacznej dewastacji. Został ogrodzony i odrestaurowany w latach 2006–2008. W 2009 roku postawiono nowe macewy na grobach dwóch XVIII-wiecznych rabinów: Elchanana Aschkenasiego i Meira Posnera. W lutym 2016 część nagrobków na cmentarzu została zdewastowana.
Na powierzchni 2,3 hektara zachowało się około 240 nagrobków, z których najstarszy pochodzi z 1841 roku. Nagrobki wykonane są z piaskowca. Posiadają typowe zdobienia i inskrypcje w języku hebrajskim oraz języku niemieckim.

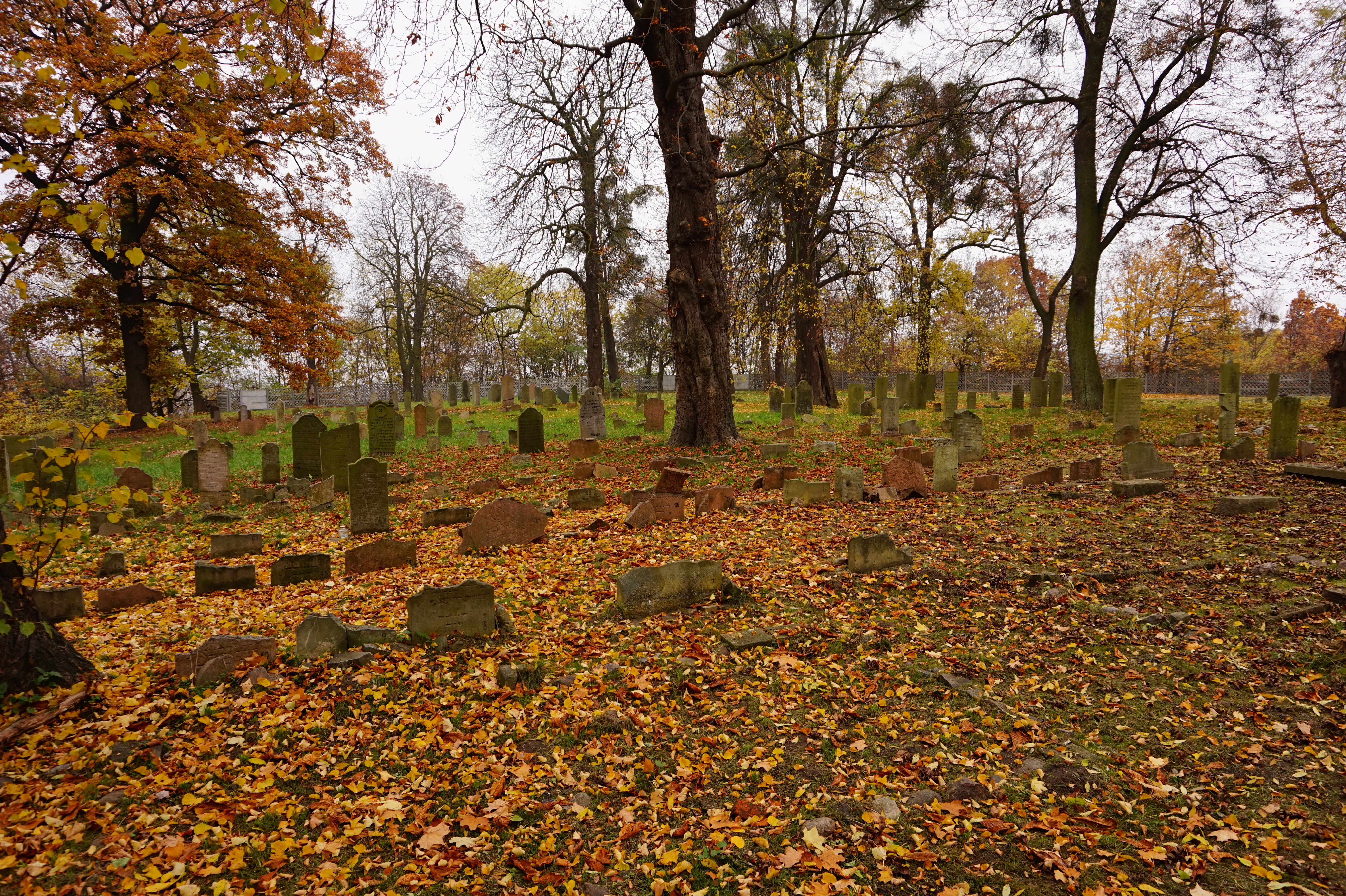
Widok ogólny w 2015 r.
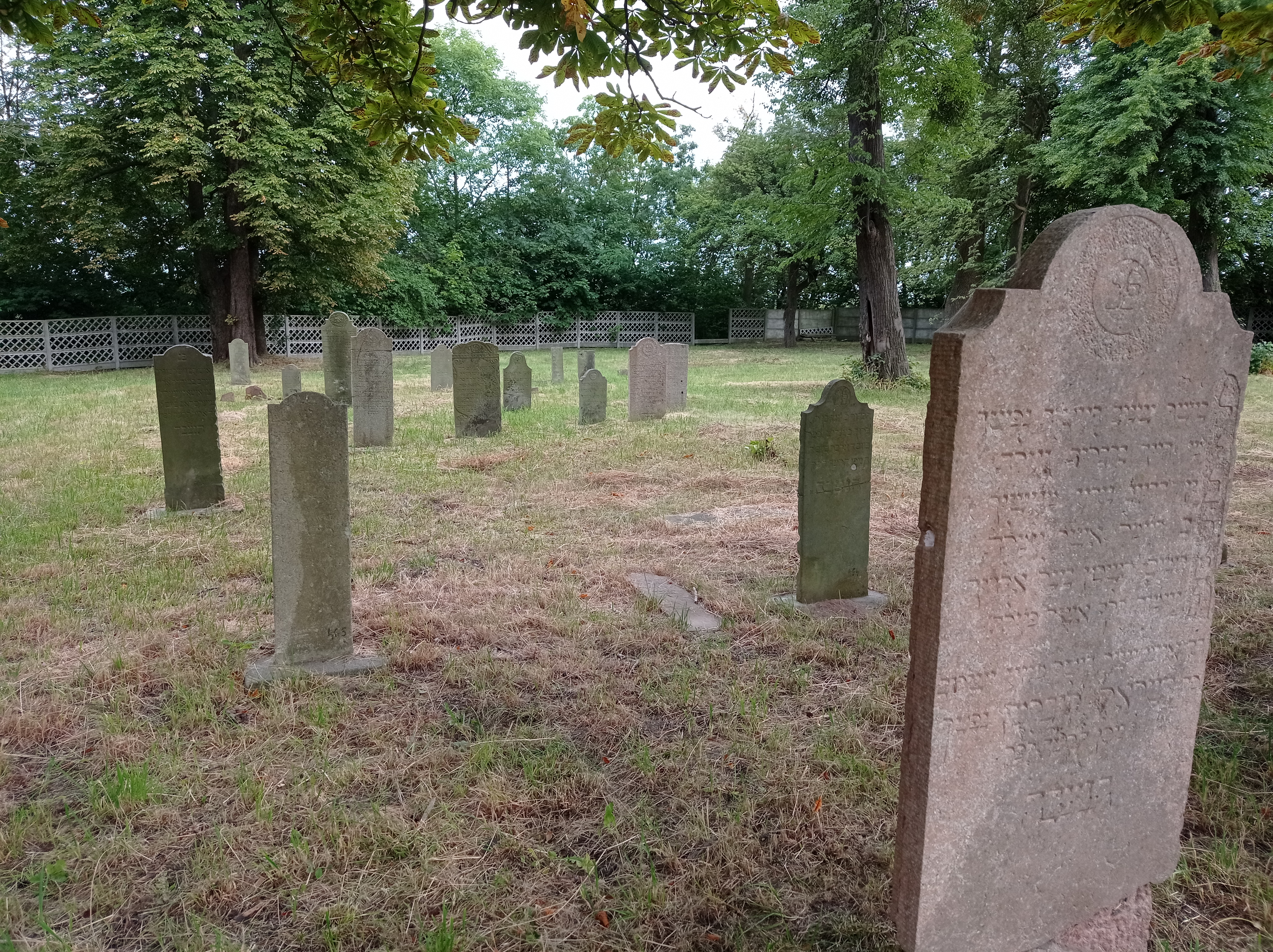
Widok ogólny w 2022 r.
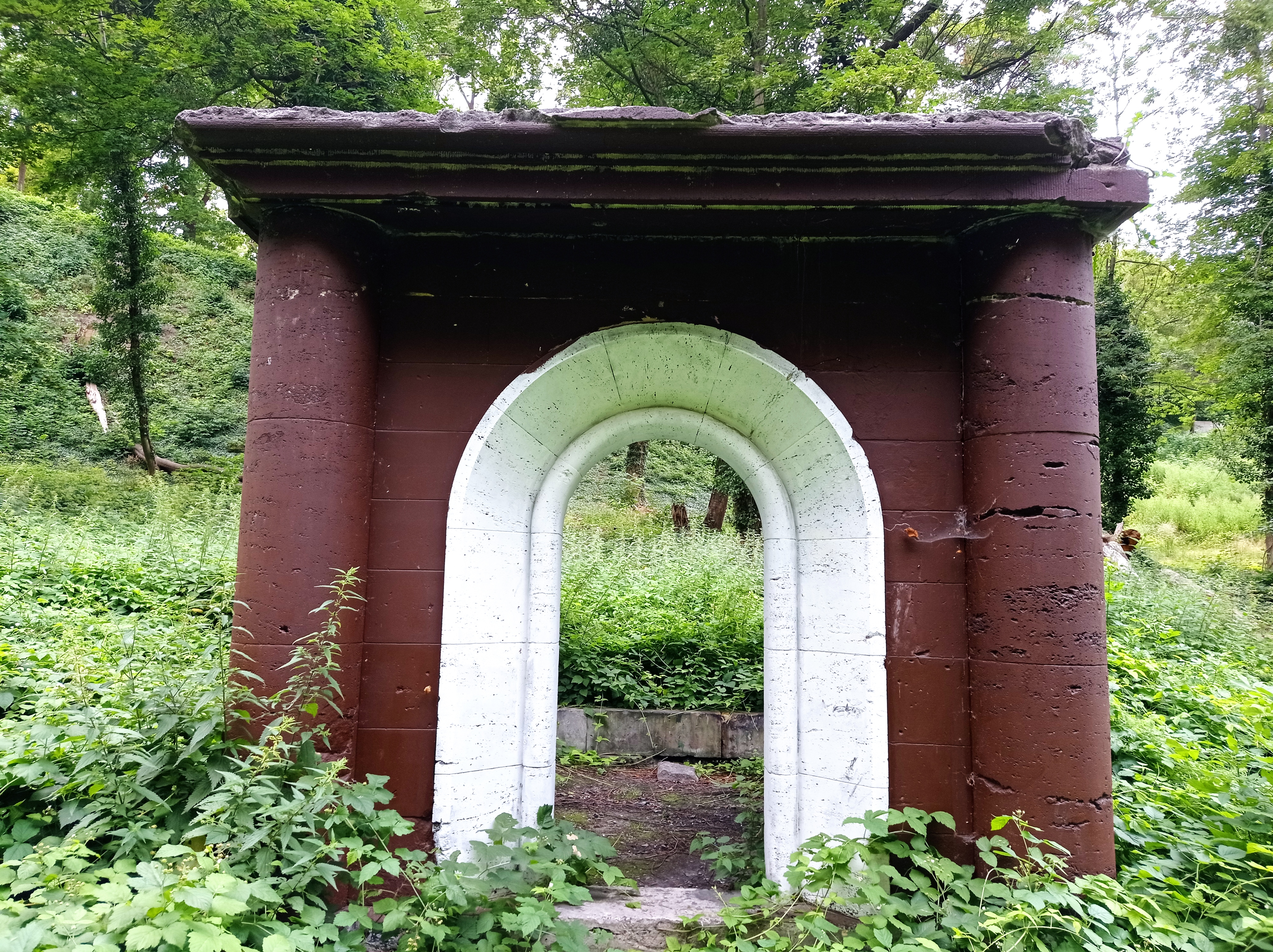
Relikty ohelu, stan na 2022 r. po częściowej renowacji
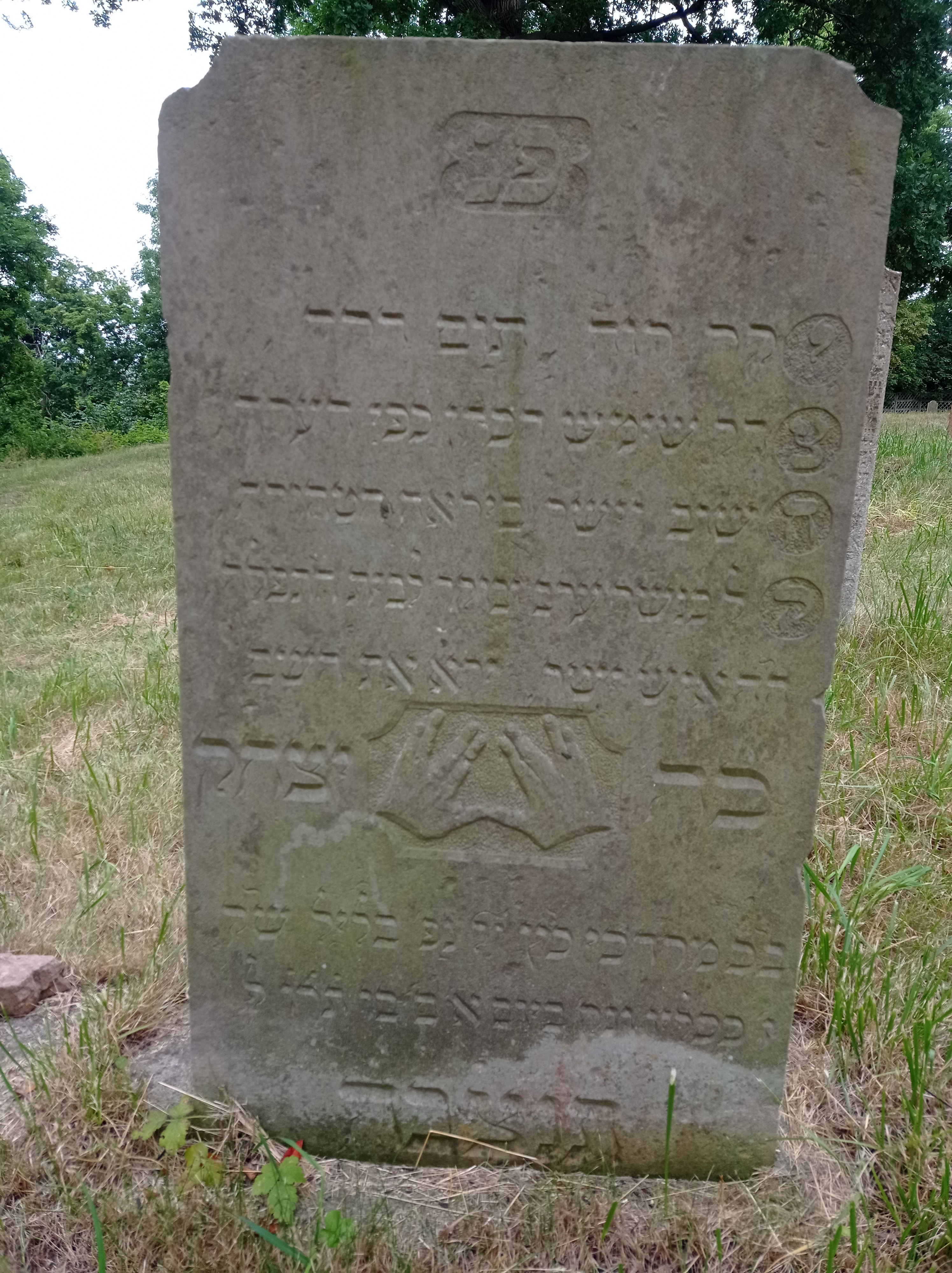
Macewa
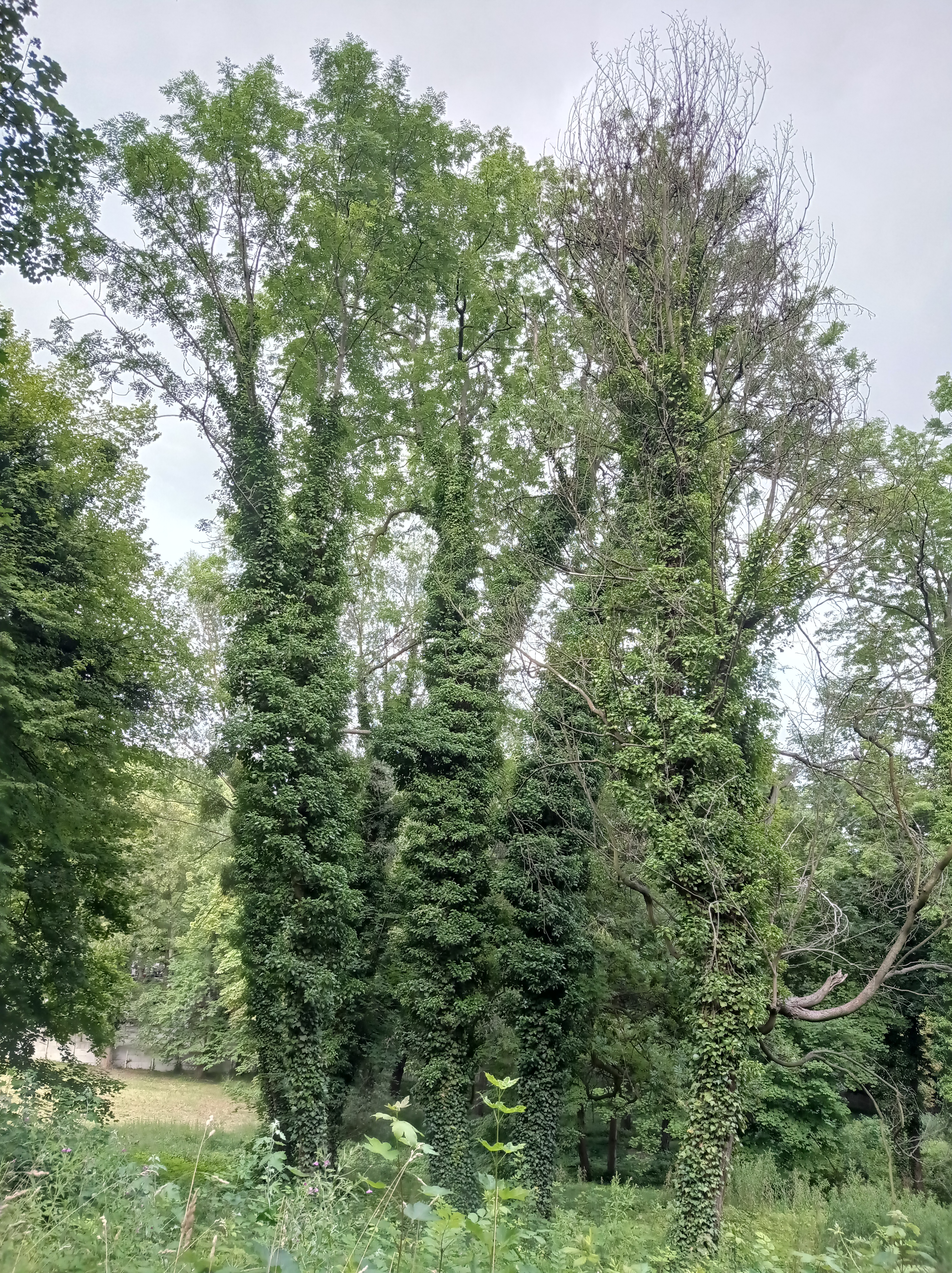
Drzewa na cmentarzu

## Cmentarz na Królewskim Wzgórzu
W XVIII wieku we Wrzeszczu - ówcześnie oddzielnej wsi - osiedlili się Żydzi, którzy nie mogli zamieszkać w granicach miasta Gdańska. Cmentarz żydowski (Israelitischer Friedhof) na Królewskim Wzgórzu w obecnej dzielnicy Wrzeszcz Górny został założony w połowie XVIII wieku. Niedługo później, w 1814 roku również Wrzeszcz został przyłączony do Gdańska. Cmentarz został mocno zdewastowany podczas wojen napoleońskich. Do 1823 roku cmentarz został zamknięty, następnie przeprowadzono prace renowacyjne i powiększony cmentarz ponownie otworzono; funkcjonował do stycznia 1939 roku. Na mocy umowy wymuszonej przez nazistowski Senat Wolnego Miasta Gdańska teren na Królewskim Wzgórzu został sprzedany, a w 1942 roku cmentarz zamknięty przez władze nazistowskie. W 1939 roku rozpoczęła się dewastacja i rozgrabianie nekropolii.
Prawdopodobnie w latach siedemdziesiątych XX wieku dziesiątki nagrobków zostały wykorzystane przez okolicznych mieszkańców do budowy kamiennych schodów, prowadzących na przeciwległą stronę Jaśkowej Doliny. Wielu nazywało je „schodami hańby”. Uważano, że pochodziły z cmentarza żydowskiego we Wrzeszczu, jednak po demontażu schodów w 2014 roku okazało się, że były to chrześcijańskie płyty nagrobne.
Na powierzchni 0,35 hektara zachowało się 7 nagrobków, z których najstarszy pochodzi z 1823. Cmentarz nie jest ogrodzony.

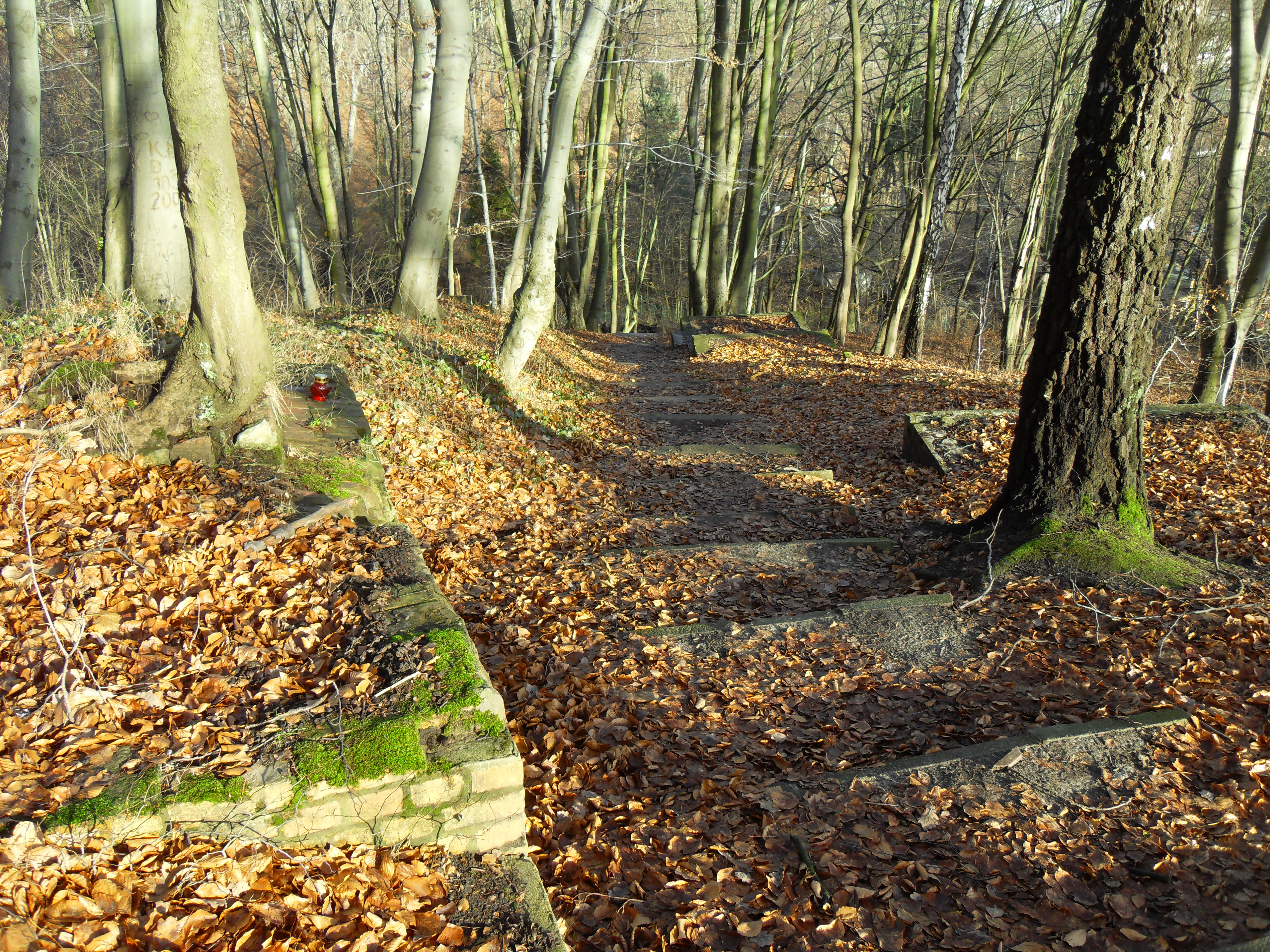
Widok ogólny
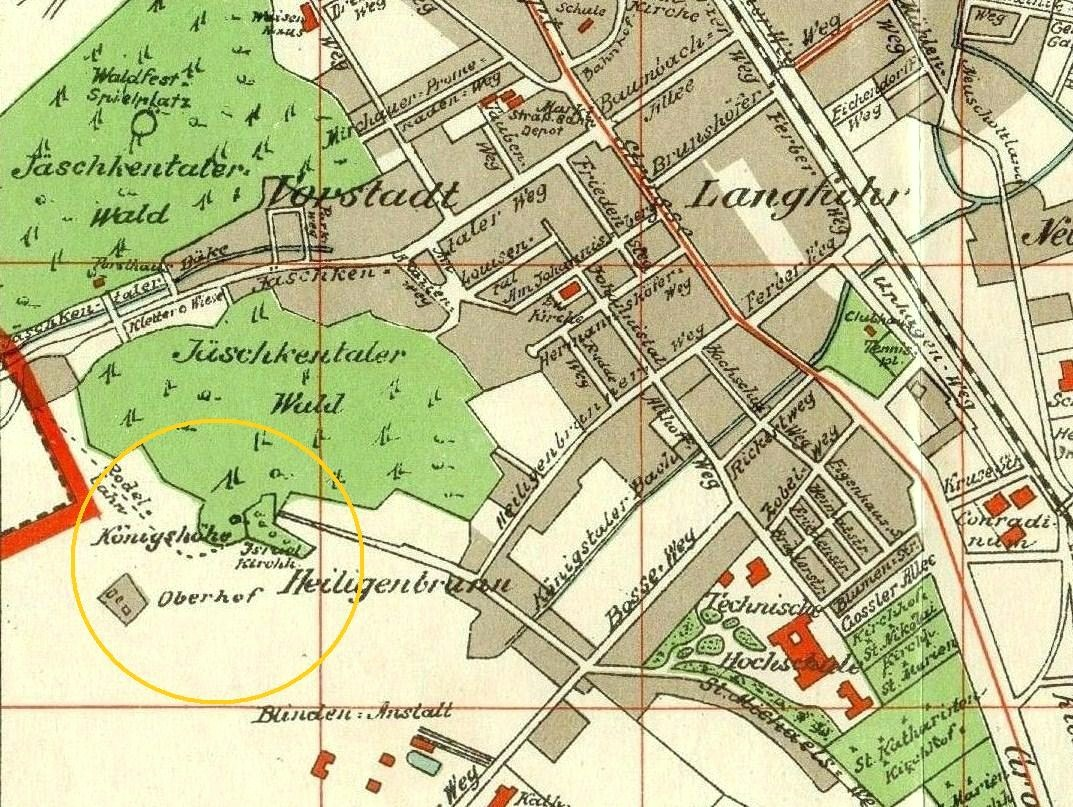
Cmentarz (w kółku) na planie z 1912 roku